# Bob Nardella
Robert John „Bob“ Nardella (* 2. Februar 1968 in Melrose Park, Illinois) ist ein ehemaliger italo-amerikanischer Eishockeyspieler, der unter anderem in der Deutschen Eishockey Liga für die Adler Mannheim spielte.

## Karriere
Der 1,76 m große Verteidiger begann seine Karriere im Team der Ferris State University im Spielbetrieb der National Collegiate Athletic Association, bevor er 1991 zum HC Alta Badia in die italienische Serie B wechselte, über die er ein Jahr später zum HC Alleghe aus der Serie A gelangte.
Für die Venetier stand der Rechtsschütze zwei Jahre lang auf dem Eis und wechselte dann zurück nach Nordamerika zu den Chicago Wolves in die International Hockey League. Zur Saison 1995/96 unterschrieb Nardella einen Vertrag beim italienischen Erstligisten HC Milano 24, 1996 wechselte er zu den Adler Mannheim, mit denen er die Deutsche Meisterschaft gewinnen konnte. Nach einem Jahr in Deutschland kehrte der Defensivmann nach Chicago zurück, 1998 und 2000 gewann er den Turner Cup, die Meisterschaft der IHL. Nach der Auflösung der Liga startete Nardella mit den Wolves in der American Hockey League, auch hier konnte er 2001 die Meisterschaft, den Calder Cup, gewinnen. 2003 spielte Nardella noch einmal für Mailand, beendete seine Karriere aber nach der Saison 2005/06 bei den Chicago Wolves.

### International
Für die Italienische Eishockeynationalmannschaft bestritt Nardella die Weltmeisterschaften 1995, 1996 und 1997, außerdem stand er bei den Olympischen Winterspielen 1998 und Olympischen Winterspielen 2006 in seiner Wahlheimat auf dem Eis.

## Erfolge und Auszeichnungen
| - 1993 Alpenliga-Gewinn mit dem HC Alleghe - 1997 Deutscher Meister mit den Adler Mannheim - 1998 Turner-Cup-Gewinn mit den Chicago Wolves | - 2000 Turner-Cup-Gewinn mit den Chicago Wolves - 2000 IHL Second All-Star Team - 2002 Calder-Cup-Gewinn mit den Chicago Wolves |

## Karrierestatistik
(Legende zur Spielerstatistik: Sp oder GP = absolvierte Spiele; T oder G = erzielte Tore; V oder A = erzielte Assists; Pkt oder Pts = erzielte Scorerpunkte; SM oder PIM = erhaltene Strafminuten; +/− = Plus/Minus-Bilanz; PP = erzielte Überzahltore; SH = erzielte Unterzahltore; GW = erzielte Siegtore; 1 Play-downs/Relegation; Kursiv: Statistik nicht vollständig)